# Chipidea
Chipidea Microelectrónica SA foi criada em 1997 por José Epifânio da Franca, como a primeira empresa portuguesa dedicada à concepção de circuitos integrados avançados de sinal misto.
Em 2007 foi vendida à empresa americana MIPS Technologies Inc. por 147 milhões de euros.